# Stadion Asim Ferhatović Hase
Stadion Asim Ferhatović Hase višenamjenski je stadion u Sarajevu, u Bosni i Hercegovini. Nalazi se u četvrti Koševo po kojoj je dobio ime tijekom izgradnje, pa je i danas poznat kao stadion Koševo i Olimpijski stadion Koševo. Na njemu je održana svečanost otvaranja Zimskih Olimpijskih igara 1984., čiji je domaćin bio Sarajevo. Izgrađen je u razdoblju nakon Drugog svjetskog rata, 1947. godine. Na njemu su održane mnoge športske priredbe, ali i koncerti. 
Od športskih (nogometnih) priredbi treba spomenuti velike utakmice sarajevskog prvoligaša Sarajeva i tadašnje jugoslavenske reprezentacije, te bosanskohercegovačke reprezentacije. Osim ovih reprezentacija i kluba na stadionu „Asim Ferhatović Hase”, kao gosti nastupali su i poznati nogometni klubovi, primjerice Manchester United, Real Madrid, Hamburger SV, Derby County, Bologna, Inter i Santos.
Neke od koncerata održali su: Zdravko Čolić, Halid Bešlić, U2 (Koncert U2 u Sarajevu), Dino Merlin, Bijelo dugme, Haris Džinović i dr.   
Kroz svoju povijest stadion je pretrpio mnoge rekonstrukcije i nadogradnje, a najveća je bila pred održavanje Zimskih olimpijskih igara. U srpnju 2004. godine na stadionu su opet počeli radovi na njegovoj rekonstrukciji i poboljšanju u cilju dobivanja licence od UEFA-e za odigravanje europskih utakmica. Stadion koristi FK Sarajevo i bosanskohercegovačka nogometna reprezentacija. Kapaciteta je 30.121 sjedećih mjesta, te je time najveći stadion u BiH. Rekord popunjenosti stadiona je oko 60.000 gledatelja.
Sadašnje ime nosi po poznatom sarajevskom nogometašu Asimu Ferhatoviću.